# Fulchran-Jean Harriet
Fulchran-Jean Harriet est un peintre français né en 1776 à Paris décédé le 9 septembre 1805 à Rome.

## Biographie
Élève de David, il remporta le concours du Prix de Rome en 1793  avec Brutus, mort en combattant, est ramené à Rome, en 1798 avec un  tableau sur le thème du Combat des Horaces et des Curiaces.
Il exposa au Salon de 1796 à 1802. Au Salon de 1806, une exposition posthume fut organisée. Auparavant à l'Académie de France à Rome, une exposition avait été improvisée en son honneur après son décès, y figurait une grande toile inachevée : Horatius Coclès défendant le pont Sublicius.

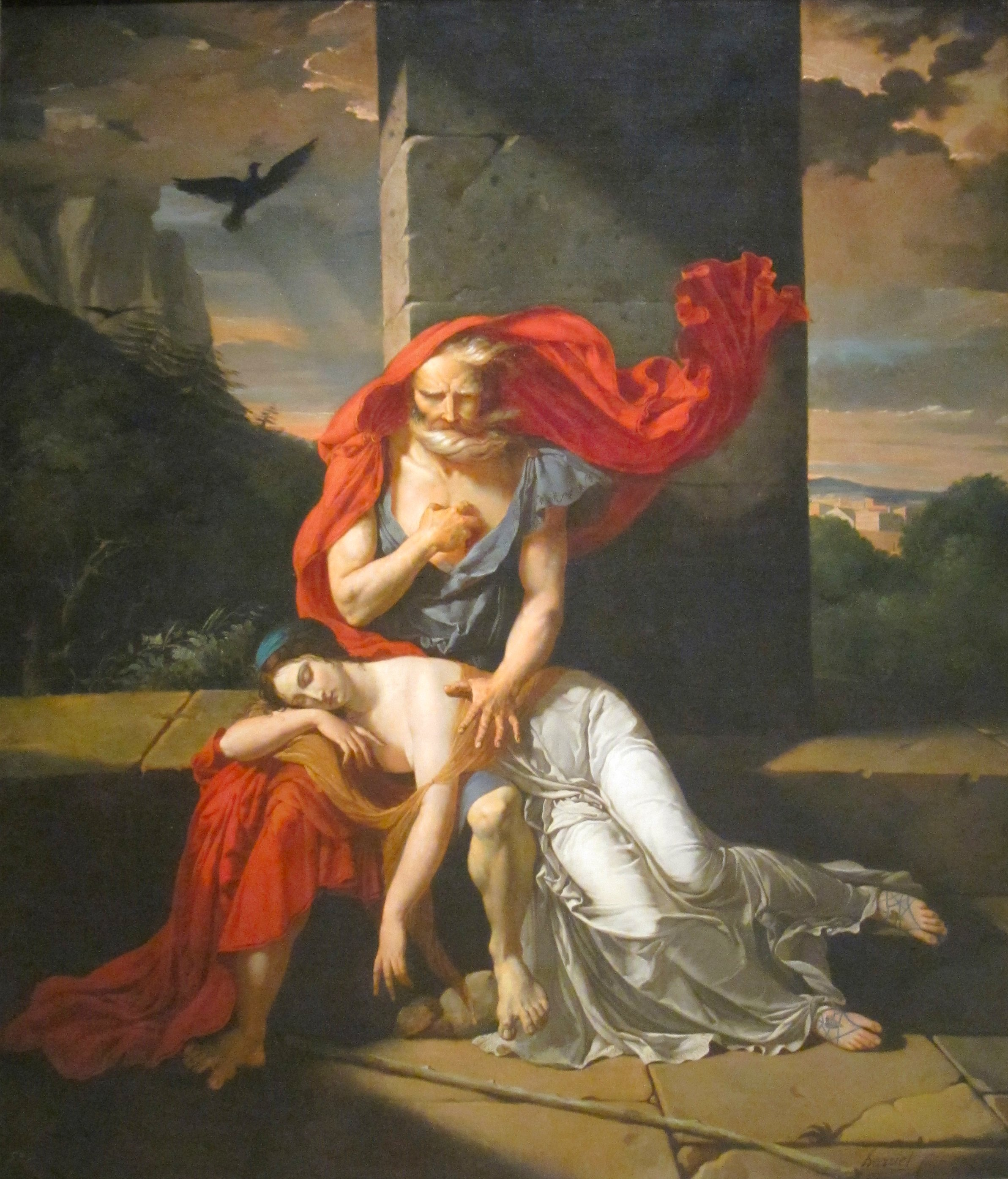
Œdipe à Colone, 1798 (Cleveland, Museum of Art)

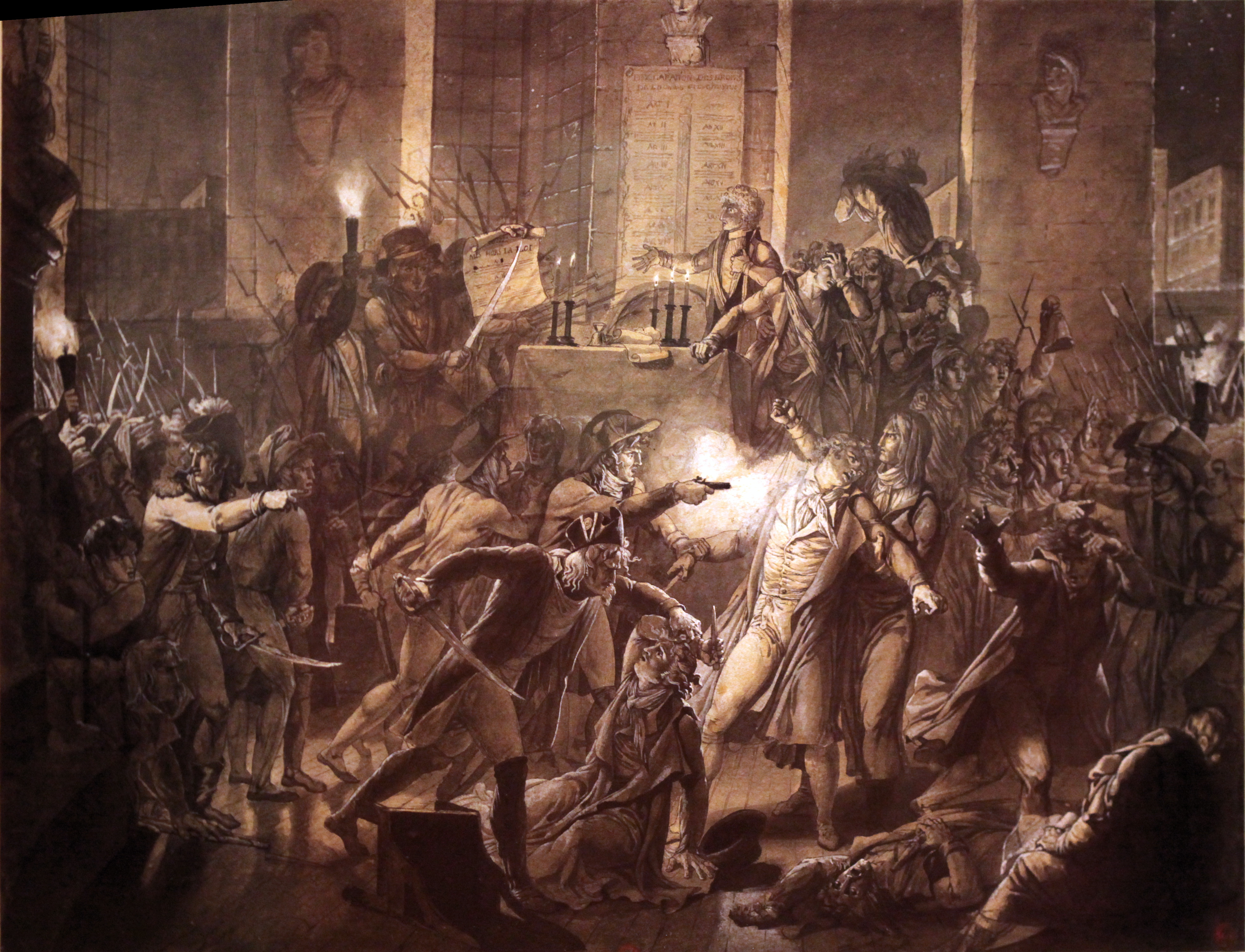
Nuit du IX au X Thermidor, 1795, (musée de la Révolution française).

## Envois aux Salons
- 1796
  - no 200, Ariane abandonnée par Thésée dans l'île de Naxos.
  - no 201, Deux sujets empruntés à l'histoire de Héro et Léandre.
  - dessins : no 202 Œdipe à Colonne et Sapho et Anacréon.
- 1799
  - no 155, Portrait de la citoyenne G.. au bain.
- 1800
  - no 181, Virgile mourant.
  - no 182, La Mort de Raphaël dessin allégorique.
  - Portrait de femme.
- 1802
  - Portrait de l'auteur.
  - Portrait d'enfant.
- 1806
  - no 244 Hylas enlevé par les Nymphes.
  - no 245 Héro et Léandre, dessin, ces deux œuvres sont mentionnées comme appartenant à sa veuve, artiste elle-même.

## Œuvres conservées dans les musées ou connues par la gravure
Conservation
- Portrait d'un jeune garçon tenant un cerceau, Orléans, musée des beaux-arts, huile sur toile, 51 par 38 cm, signé et daté sur le cerceau : Harriet fecit 1797, achat de la ville en 1901.
- Le Combat des Horaces et des Curiaces, Paris, École nationale supérieure des beaux-arts, huile sur toile, 113 par 145, Prix de Rome de peinture en 1798, acquis le 27 décembre 1884[1].
- Tête de jeune homme, peut-être un autoportrait ?, Paris, musée du Louvre, pierre noire et estompe, 0,40 par 0,32 cm, annoté en bas à droite : Hariette, Élève de David, mort à Rome, au-dessus 1795, ancienne collection du peintre Pierre-Maximilien Delafontaine, élève (comme Harriet) de David, achat en 1999 de la galerie de Bayser, Paris ; bibliographie: François Viatte, Revue du Louvre, 1999, no 4, page 93, no 12
- Les Amours de Héro et Léandre, Rouen, musée des beaux-arts, don anonyme, 2014[2].
- Héro découvrant le corps de Léandre, Rouen, musée des beaux-arts, don anonyme, 2014.
- Marat expirant, Versailles, musée Lambinet, huile sur toile.
- Œdipe à Colone, 1798, (Cleveland, Museum of Art)

Connues par la gravure
- La Nuit du 9 au 10 thermidor An II, Arrestation de Robespierre, estampe en couleurs de Jean-Joseph-François Tassaert d'après Harriet, éditée à Paris entre 1798 et 1805 par Jacques-Louis Bance, on voit dans cette scène le gendarme Charles-André Merda tirer le coup de feu qui cassa la mâchoire de l’Incorruptible, Paris, musée Carnavalet[3],[4]
- Brutus, mort en combattant, est ramené à Rome, 1793
- Le 31 may 1793, gravure de Jean-Joseph-François Tassaert d'après une peinture de modèle de Fulchran-Jean Harriet, éditée à Paris vers 1800-1805 par Jacques-Louis Bance[5]

## Dessins
- Homme debout appuyé sur le bras gauche, pierre noire, estompe, rehauts de craie blanche sur papier beige, H. 0,545 ; L. 0,460 m[6]. Paris, Beaux-Arts de Paris[7]. Harriet exprime ici l'idée de force physique. Par la fermeté des contours et la force des ombres, il révèle l'imposante musculature de son modèle . Le jeune artiste illustre ainsi les qualités d'un dessin "mâle", c'est-à-dire vigoureux, qu'il développera plus tard dans les proportions colossales de son dernier tableau. Ce dessin lui valut la deuxième médaille au concours de quartier d'avril 1791.

## Ventes publiques
- Céphale et Procris, huile sur toile, 96 par 182, Sotheby's New York, 28 février 1990, lot 3, adjugé 15 400 $.